# Johanneskirche (Skalbmierz)
Die Johanneskirche ist eine römisch-katholische Kirche des Bistums Kielce in Skalbmierz, Polen.

## Geschichte
Die Kirche wurde ursprünglich um 1200 im romanischen Stil erbaut. Sie wurde 1217 erstmals urkundlich erwähnt. Als Stifter galt traditionell der Palatin Skarbimir I., der jedoch bereits 1132 verstarb und damit nicht als Stifter in Frage kommt. Stifter war wahrscheinlich ein Krakauer Bischof. 1235 wurde die Kirche im gotischen Stil durch Konrad von Masowien ausgebaut. 1241 wurde sie jedoch bereits von den Tataren gebranntschatzt. Im 15. Jahrhundert wurde die Kirche im spätgotischen Stil nach dem Vorbild der Krakauer Basiliken ausgebaut. 
Erhalten sind das romanische Hauptportal sowie zahlreiche romanische Säulen im Kirchenschiff und der gotische Innenraum. Die Kirchenausstattung ist größtenteils barockisiert. In der Kirche befindet sich ein Gemälde von Jacob Jordaens. Die Kirche wird derzeit als Pfarrkirche genutzt. Sie liegt am Kleinpolnischen Jakobsweg und am Romanischen Weg.